# Denis Vnukov
Denis Vnukov (* 1. November 1991 in Tallinn) ist ein estnischer Fußballspieler.

## Karriere
Denis Vnukov begann seine Karriere in der Jugend des FC TVMK Tallinn. Bereits in der Saison 2007 konnte der Mittelfeldspieler Einsätze in der Zweiten Mannschaft vorweisen. Beim estnischen Meister von 2006 spielte er bis zur finanziell bedingten Auflösung des Vereins im Jahr 2008. Neben Einsätzen in der Esiliiga spielte er zuletzt auch in der A-Jugend des Vereins. Danach kam Vnukov zum JK Nõmme Kalju, dort spielte er abwechselnd in der Eliterunde der U-19 Junioren und der Zweitvertretung des Vereins in der II. Liiga der dritthöchsten Spielklasse in Estland. Sein Debüt in der Meistriliiga feierte er in der Spielzeit 2010 beim 5:0-Auswärtssieg in Kohtla-Järve gegen den FC Lootus. Während der Saison 2012 spielte Vnukov Leihweise beim JK Tallinna Kalev.